# Białorusini w konflikcie libijskim

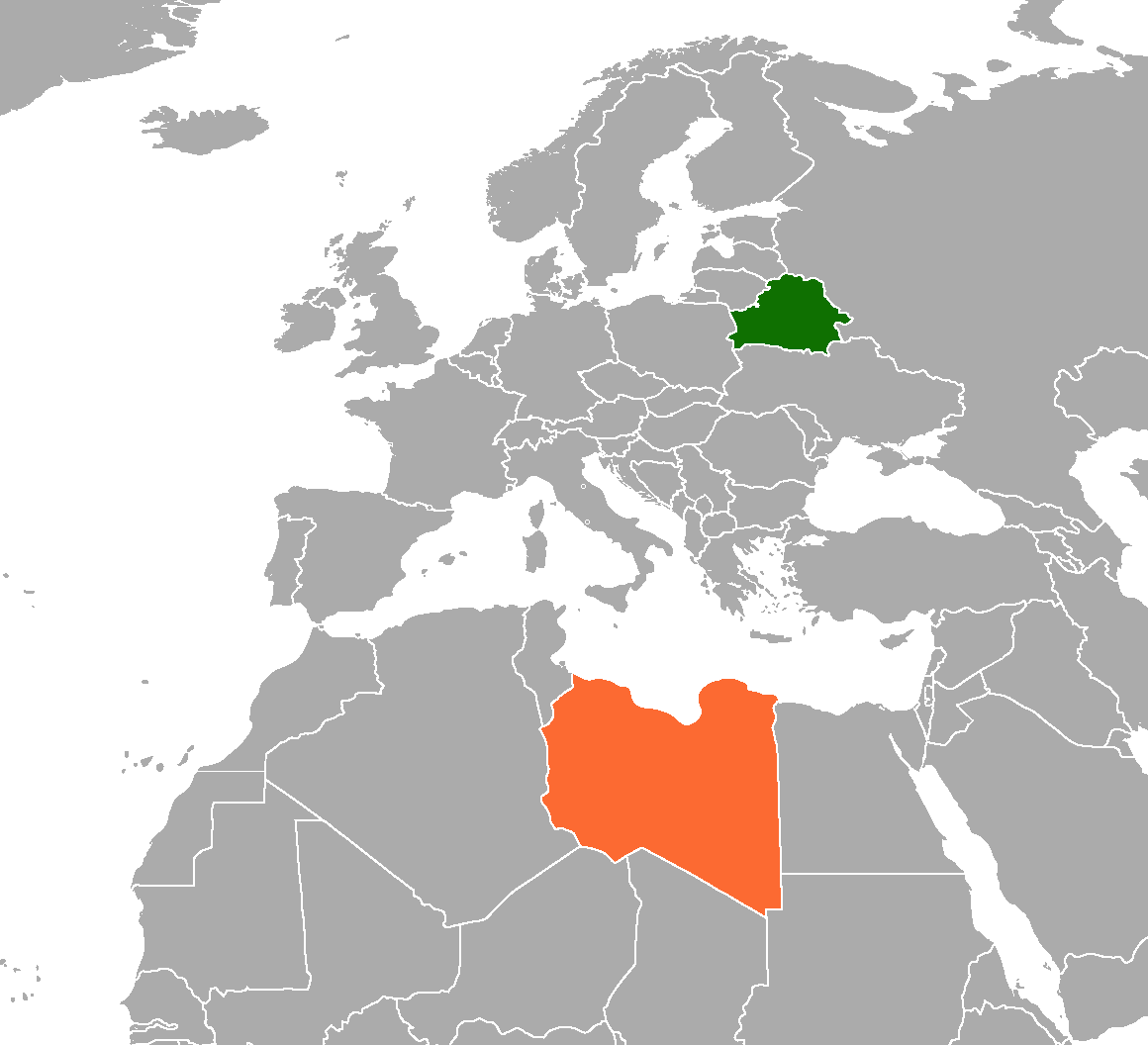
Białoruś i Libia na mapie.

Podczas libijskiej wojny domowej w 2011 roku Białorusini rzekomo walczyli po stronie armii Muammara Kaddafiego. Przedstawiciele rebeliantów, grupy roboczej ONZ i wielu mediów wielokrotnie deklarowali pomoc siłom rządowym ze strony białoruskich doradców wojskowych i najemników. Białoruski rząd oficjalnie zaprzeczył tym informacjom. Opinie obserwatorów wojskowych i politycznych na temat udziału kraju w konflikcie są różne.

## W przeddzień
W XXI wieku stosunki Białorusi i Libii zintensyfikowały się, w tym w kierunku wojskowym. W grudniu 2009 roku kraje podpisały protokół o współpracy wojskowej. Chamis al-Kaddafi, syn Muammara Kaddafiego, przyjechał na Białoruś na ćwiczenia «Zapad-2009». W czerwcu 2010 roku libijskie wojsko wzięło udział w ćwiczeniach z białoruską 11. Samodzielną Brygadą Zmechanizowaną.
Jak oświadczył doradca ambasady Białorusi w Trypolisie Georgy Gramyka, przed wojną domową i interwencją zagraniczną w kraju stacjonował kontyngent 500 białoruskich doradców wojskowych, instruktorów i specjalistów, ale wraz z wybuchem działań wojennych część z nich ewakuowano. Jednak według attaché wojskowego Igara Kachugina oficjalnie wojsko nie zostało wysłane do kraju. Nie wykluczył jednak, że ktoś mógłby zawrzeć Indywidualne kontrakty z libijskimi służbami.
Wraz z wybuchem wojny kraj zajął stanowisko reżimu Kaddafiego. Białoruś stała się jednym z krajów, które potępiły interwencję NATO.

## Wiadomości
15 lutego 2011 r. Instytut SIPRI poinformował, że Ił-76 poleciał z Baranowiczów do Sabhy. Samolot podobno wiózł broń.
Pod koniec lutego amerykańska agencja wywiadowczo-analityczna «Stratfor» poinformowała o udziale najemników z Europy Wschodniej w tłumieniu protestów w Libii. Oprócz Białorusinów mówiono o obywatelach takich krajów jak Rumunia, Serbia, Ukraina. CNN pokazało naocznych świadków, którzy twierdzili, że ludzie «o wschodnioeuropejskim wyglądzie» jeździli jeepami z karabinami AK-47 na ramionach. Zagraniczni bojownicy pilotowali samoloty bojowe, ostrzeliwując opozycję oraz patrolując i czyszcząc ulice samochodami.
6 kwietnia Gazeta «Komsomolskaja prawda» opublikowała artykuł o udziale białoruskich doradców wojskowych w walkach w Libii po stronie Kaddafiego. Redakcja napisała, że szkoleniem libijskich sił bezpieczeństwa, naprawą i eksploatacją sprzętu zajmowali się Białorusini. Nie brali udziału w walkach, ale byli stale na linii frontu. Zgłoszono zarówno najemników z indywidualnymi kontraktami, jak i czynnych członków sił zbrojnych Białorusi. Cudzoziemcy przekonali Libijczyków do preferowania uzbrojonych pickupów zamiast pojazdów opancerzonych, a także do wprowadzenia do taktyki niektórych elementów wojny partyzanckiej, zmniejszając w ten sposób skuteczność nalotów NATO i zwiększając mobilność armii. Pod koniec marca i na początku kwietnia władze przeprowadziły udaną ofensywę we wschodniej Libii przy ich wsparciu.
8 kwietnia szef grupy roboczej ONZ ds. wykorzystania najemników José Luis Gómez del Prado poinformował, że istnieje wiele dowodów na wykorzystanie przez Kaddafiego zagranicznych bojowników. Według niego większość stanowili Afrykanie, jednak wśród nich prawdopodobnie byli Białorusini.
Ponownie rozmawiali o białoruskim udziale w sierpniu i wrześniu. Rebelianci zgłaszali snajperów z Białorusi. Razem z nimi rzekomo w Libii przebywali Ukraińcy i Rosjanie. Ponadto, jak informowaliśmy, Libijscy rebelianci znaleźli w budynku służb specjalnych dokumentację, zgodnie z którą dostawy broni do Libii były realizowane przez białoruską organizację «Белтэхэкспарт».

## Oświadczenia władz
Rzecznik MSZ Andriej Sawinych wielokrotnie powtarzał, że w Libii nie ma ani białoruskich najemników, ani żołnierzy. Jednocześnie władze zaprzeczyły nawet możliwości udziału najemników-poszukiwaczy przygód w działaniach wojennych.

## Analitycy i recenzenci
Początkowo doniesienia o pomocy wojskowej z Białorusi, które pojawiły się wokół informacji SIPRI o dostawach broni, zostały odpisane na skutek wojny informacyjnej i zaskoczenia dla społeczności zachodniej opóźnieniem procesu obalenia reżimu Kaddafiego.
Jak zauważył zastępca dyrektora Instytutu Analiz Politycznych i wojskowych Aleksander Chramczikhin, nie można całkowicie wykluczyć powiązań wojskowych między Kaddafim a Łukaszenką, ale baza dowodowa jest bardzo rzadka. Jako jeden z pierwszych powiązał to z nieoczekiwanym dla Zachodu opóźnieniem konfliktu. Ekspert Instytutu Bliskiego Wschodu i Rosyjskiej Rady Spraw Międzynarodowych Siergiej Balmasow powiedział, że wszystkie zarzuty współpracy między Mińskiem a Trypolisem opierają się na ustnych oświadczeniach dyrektora SIPRI Hugh Griffithsa.
Według białoruskiego analityka wojskowego Aleksandra Alesina wysłanie jakiejkolwiek broni do kraju wydawało się niepraktyczne, ponieważ armia Libijska była wówczas dobrze zaopatrzona. Znacznie większą potrzebę stanowili specjaliści wojskowi i mechanicy, którzy utrzymaliby zdolność bojową sprzętu i jego naprawę.
Nieco później Alesin, jeśli chodzi o artykuł «Komsomolskiej Prawdy», przypomniał, że białoruska armia była wielokrotnie zmniejszana (zwłaszcza w latach 90.). Niektórzy wojskowi, po utracie pracy, stali się najemnikami. Poszukiwani byli piloci, czołgiści, mechanicy, specjaliści sił specjalnych. Oznacza to, że mówimy głównie o emerytowanych żołnierzach, ponieważ oficjalnie państwo stara się nie wysyłać do «hotspotów» personelu czynnego, nawet jeśli jest zainteresowane konfliktem. Białorusinów w Libii, według szacunków obserwatora, było od kilkudziesięciu do kilkuset.

## Czterech jeńców
W sierpniu 2011 roku czterech obywateli Białorusi zostało schwytanych przez rebeliantów w Trypolisie. Zostali oskarżeni o współpracę z reżimem Kadafiego i skazani na 10 lat więzienia. Dzięki wysiłkom dyplomatów i służb specjalnych udało się uwolnić białoruskich obywateli. Trzej zostali zwolnieni w 2014 roku, a czwarty wrócił do Ojczyzny w 2018 roku.